# Нойенштайн (Хоэнлоэ)
Нойенштайн (нем. Neuenstein) — город в Германии, в земле Баден-Вюртемберг.
Подчинён административному округу Штутгарт. Входит в состав района Хоэнлоэ. Подчиняется управлению «Хоэнлоэр Эбене». Население составляет 6241 человек (на 31 декабря 2010 года). Занимает площадь 47,84 км². Официальный код — 08 1 26 058.
Подразделяется на 7 городских районов.

## Достопримечательности
- Замок Нойенштайн, одна из резиденций князей Хоэнлоэ.
- Евангелическая церковь (нач. XVII в.).
- Фрагменты средневековых городских укреплений.

## Фотографии

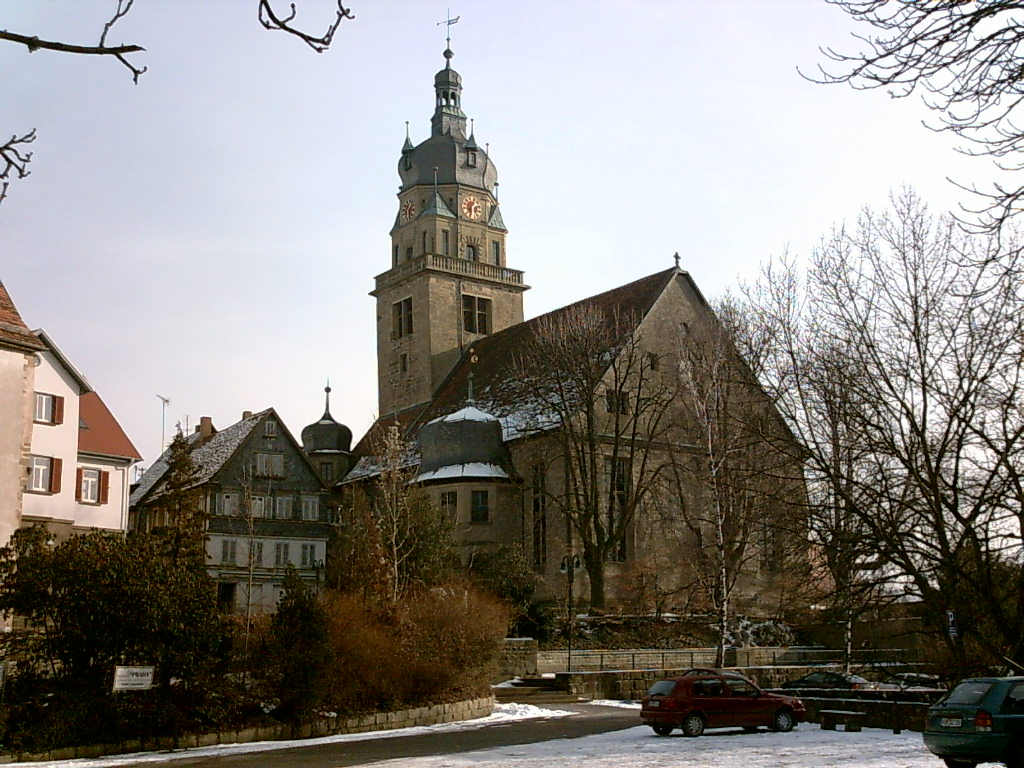
Евангелическая церковь
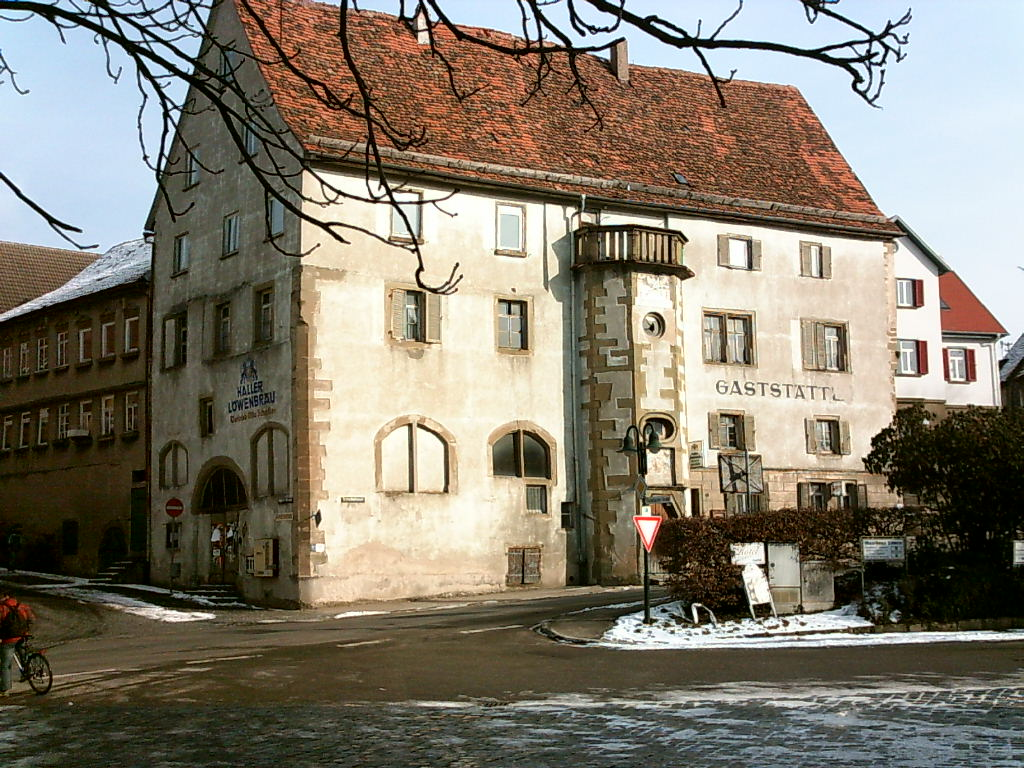
Бывший ресторан в средневековом здании
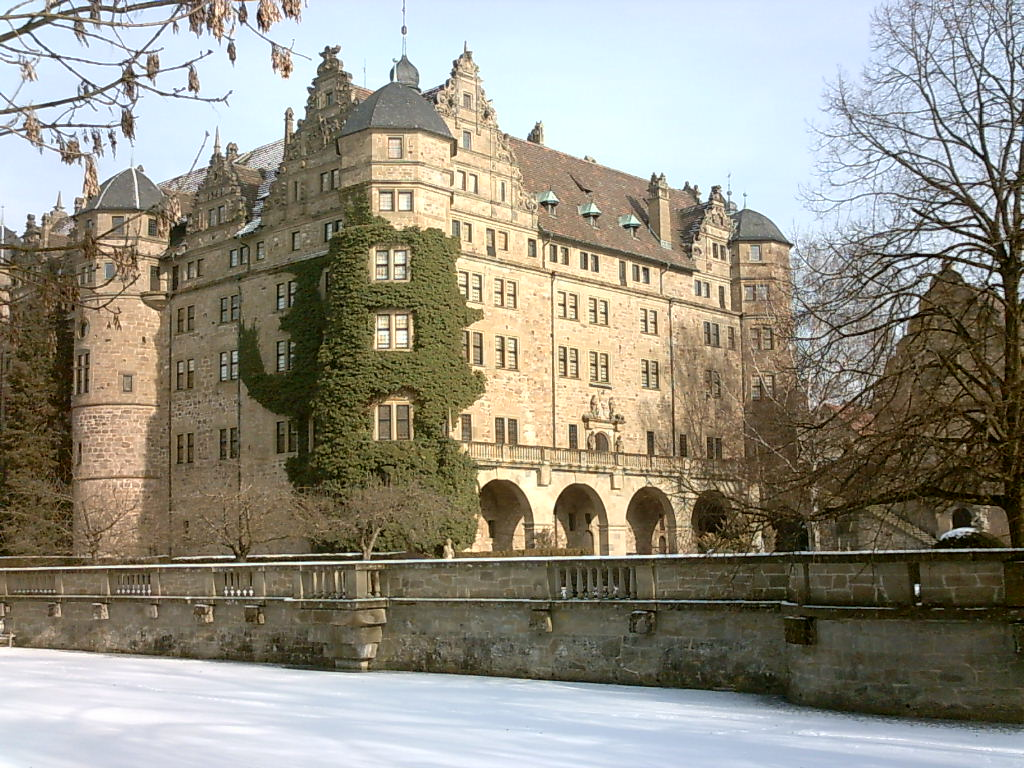
Замок Нойенштайн